# Republika Nizozemska
 Ovo je glavno značenje pojma Republika Nizozemska. Za druga značenja pogledajte Nizozemsko kolonijalno carstvo.
Ujedinjene Nizozemske Provincije, službeno Republika Sedam Ujedinjenih Nizozemski (niz. Republiek der Zeven Verenigde Nederlanden), ili jednostavno Republika Nizozemska (niz. Republiek der Nederlanden), bila je konfederacija koja je postojala od 1579. do Batavijske revolucije 1795. godine, a bila je prekretnica današnje Nizozemske. Republika je uspostavljena nakon što se 7 nizozemskih pokrajina u Habsburškoj Španjolskoj pobunilo protiv španjolske vlasti, sklopivši zajednički savez protiv Španjolske 1579. godine te proglasivši svoju nezavisnost Oglasom o odricanju 1581. godine.
Iako je država bila mala i sadržavala je samo 1.880.500 stanovnika, kontrolirala je svjetsku mrežu pomorskih trgovačkih putova. Preko svojih trgovačkih društava uspostavila je nizozemsko kolonijalno carstvo. Prihod od trgovine omogućio je Nizozemskoj Republici da se odupre mnogo većim državama. Sakupila je najveću i najjaču flotu u to doba, koja se sastojala od 2000 ratnih brodova, a bila je veća od flota Engleske i Francuske zajedno. Veliki sukobi vođeni su u Osamdesetogodišnjem ratu protiv Habsburške Španjolske.
Republika je bila tolerantija prema različitim religijama i idejama, dopuštajući slobodu mišljenja svojim stanovnicima. Umjetnici su cvjetali pod tim režimom, uključujući slikare poput Rembrandta, Johannesa Vermeera i mnogih drugih. Isto su činili i znanstvenici, poput Huga Grotiusa, Christiaana Huygensa i Antonija van Leeuwenhoeka. Nizozemska trgovina, znanost, vojska i umjetnost bile su među najpoznatijima u svijetu tijekom većeg dijela 17. stoljeća, razdoblja koje je u nizozemskoj povijesti postalo poznato kao nizozemsko zlatno doba.
Republika je bila konfederacija pokrajina od kojih je svaka imala visok stupanj nezavisnosti o federalnoj skupštini. Vestfalskim ugovorom (1648.) republika je dobila otprilike 20% više teritorija, koji se nalazio izvan provincija članica, a kojima su izravno upravljali Generalni savezi kao Generalnim zemljama. Svaku je pokrajinu vodio službenik poznat kao stadtholder (upravitelj). Većina provincija imenovala je upravitelja iz dinastije Orange-Nassau.

## Religija
U prvim godinama Republike pojavili su se sporovi unutar Reformirane crkve, uglavnom oko teme predestinacije. Ovo je postalo poznato kao borba između arminijanizma i gomarizma, ili između remonstranata i kontraremonstranata.
Početkom 18. stoljeća situacija se promijenila od više ili manje aktivnog progona vjerskih službi do stanja ograničene tolerancije drugih religija, sve dok su se njihove službe odvijale tajno u privatnim crkvama.